# 利斯內 (茲諾布-諾夫霍羅茨凱市鎮)
52°15′25″N 33°44′42″E / 52.25694°N 33.74500°E
利斯內（烏克蘭語：Лісне）是位於烏克蘭東北部的村莊，由蘇梅州紹斯特卡區的茲諾布-諾夫霍羅茨凱市鎮負責管轄。該村處於茲諾比夫卡河左岸，分別距離霍盧比夫卡1.5公里和柳滕卡6公里，海拔高度157米，2001年人口186。